# تسيرسدورف
تسيردورف (بالألمانية: Ziersdorf) هي بلدة تقع في منطقة هولابرون في النمسا السفلى.